# Neopachygaster africana
Neopachygaster africana är en tvåvingeart som beskrevs av Lindner 1938. Neopachygaster africana ingår i släktet Neopachygaster och familjen vapenflugor.
Artens utbredningsområde är Kongo. Inga underarter finns listade i Catalogue of Life.